# Menegazzia globoisidiata
Menegazzia globoisidiata är en lavart som beskrevs av Elix. Menegazzia globoisidiata ingår i släktet Menegazzia och familjen Parmeliaceae.   Inga underarter finns listade i Catalogue of Life.